# Jubilé de la Miséricorde
 (novembre 2024).
La mise en forme du texte ne suit pas les recommandations de Wikipédia : il faut le « wikifier ».
Les points d'amélioration suivants sont les cas les plus fréquents. Le détail des points à revoir est peut-être précisé sur la page de discussion.
- Les titres sont pré-formatés par le logiciel. Ils ne sont ni en capitales, ni en gras.
- Le texte ne doit pas être écrit en capitales (les noms de famille non plus), ni en gras, ni en italique, ni en « petit »…
- Le gras n'est utilisé que pour surligner le titre de l'article dans l'introduction, une seule fois.
- L'italique est rarement utilisé : mots en langue étrangère, titres d'œuvres, noms de bateaux, etc.
- Les citations ne sont pas en italique mais en corps de texte normal. Elles sont entourées par des guillemets français : « et ».
- Les listes à puces sont à éviter, des paragraphes rédigés étant largement préférés. Les tableaux sont à réserver à la présentation de données structurées (résultats, etc.).
- Les appels de note de bas de page (petits chiffres en exposant, introduits par l'outil «  Source ») sont à placer entre la fin de phrase et le point final[comme ça].
- Les liens internes (vers d'autres articles de Wikipédia) sont à choisir avec parcimonie. Créez des liens vers des articles approfondissant le sujet. Les termes génériques sans rapport avec le sujet sont à éviter, ainsi que les répétitions de liens vers un même terme.
- Les liens externes sont à placer uniquement dans une section « Liens externes », à la fin de l'article. Ces liens sont à choisir avec parcimonie suivant les règles définies. Si un lien sert de source à l'article, son insertion dans le texte est à faire par les notes de bas de page.
- La présentation des références doit suivre les conventions bibliographiques. Il est recommandé d'utiliser les modèles {{Ouvrage}}, {{Chapitre}}, {{Article}}, {{Lien web}} et/ou {{Bibliographie}}. Le mode d'édition visuel peut mettre en forme automatiquement les références.
- Insérer une infobox (cadre d'informations à droite) n'est pas obligatoire pour parachever la mise en page.

Pour une aide détaillée, merci de consulter Aide:Wikification.
Si vous pensez que ces points ont été résolus, vous pouvez retirer ce bandeau et améliorer la mise en forme d'un autre article.
Le Jubilé de la Miséricorde est un jubilé de l'Église catholique voulu par le pape François. Il est célébré lors de l'Année sainte extraordinaire de 2015-2016, pour célébrer le cinquantenaire de la clôture du concile Vatican II et en approfondir la mise en œuvre. 
Il vise à redonner une place centrale à la Miséricorde divine, notamment en renforçant la pratique de la confession,. Il offre également la possibilité aux évêques diocésains de donner à leurs fidèles la bénédiction papale avec indulgence plénière, lors des fêtes solennelles de leur choix, deux fois en plus des trois accordées par an. 
Le pape François a également insisté sur la dimension locale du jubilé en demandant aux évêques du monde entier d'ouvrir la Porte sainte dans leur diocèse. 
Le logo de l'année jubilaire a été dessiné par le père Marko Ivan Rupnik, et l'hymne Misericordes Sicut Pater a été rédigée par Eugenio Costa et composée par Paul Inwood.

## Préparatifs

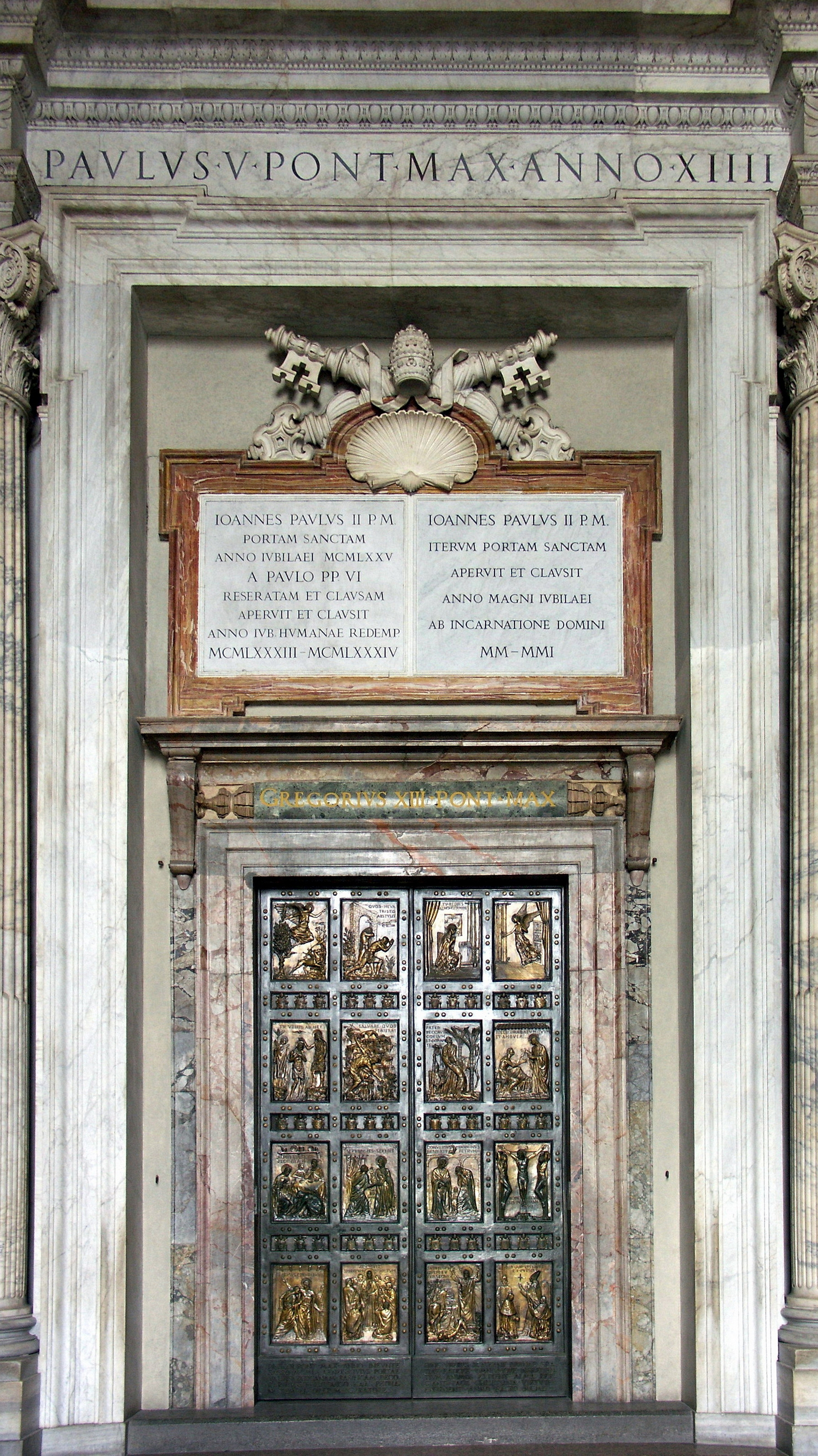
Porte Sainte de la Basilique Saint-Pierre de Rome.

Le 13 mars 2015, à l'occasion du second anniversaire de son élection, le pape François annonce la convocation d'une Année sainte extraordinaire, afin de célébrer le cinquantenaire de la clôture du Concile Vatican II, et d'approfondir plus encore sa mise en œuvre. Cette Année sainte sera l'objet d'un grand jubilé de la Miséricorde, un concept central du pontificat de François. Par le thème de la Miséricorde, le pape souhaite « une conversion spirituelle de l’Église, un renouveau ». 
La préparation de cet événement est confiée au Conseil pontifical pour la nouvelle évangélisation. 
A l'occasion du Jubilé de la Miséricorde, le pape François a invité à l'ouverture dans tous les diocèses d'une Porte Sainte. Cette action qui s'effectue généralement au début de chaque année jubilaire a vocation à inviter tous les croyants à une démarche de conversion en franchissant la porte. Depuis le Jubilé de l'an 2000, des portes peuvent être ouvertes dans tous les diocèses (auparavant, seules les quatre basiliques majeures de Rome avaient ce privilège). La démarche voulue par François s'inscrit dans cette démarche d'ouverture. Spécificité supplémentaire, certaines portes ont été ouvertes lors du Jubilé de la Miséricorde dans plusieurs prisons et centres d'hébergement.

## Événements

### Avril 2015
Le 11 avril 2015, l'Année sainte est annoncée officiellement par la publication du pape François et la lecture solennelle de la bulle d’indiction Misericordiae vultus au cours des premières vêpres le dimanche de la divine Miséricorde.

### Novembre 2015
Le 29 novembre 2015, lors de sa tournée africaine, le pape François ouvre à la cathédrale de Bangui la première des portes Saintes quelques jours avant l'ouverture officielle du Jubilé de la Miséricorde faisant ainsi de la capitale centrafricaine, ville ravagée par la guerre et parmi les plus pauvres du monde, « la capitale spirituelle du monde ».

### Décembre 2015
Le 8 décembre 2015 débute l'Année sainte du Jubilé avec l'ouverture, par le pape François, en présence de son prédécesseur Benoît XVI, de la Porte Sainte à la basilique Saint-Pierre de Rome, à l'occasion de la fête de l'Immaculée Conception, cinquantième anniversaire de la clôture du Concile Vatican II. 
À partir du 13 décembre 2015, et après l'ouverture de la Porte sainte de la basilique Saint-Jean-de-Latran, les portes des cathédrales et des principaux sanctuaires du monde sont ouvertes. L'évêque du lieu a la capacité de choisir les portes qu'il décide d'ouvrir pour son diocèse et qui resteront ouvertes pendant toute l'année. L'ouverture des Portes Saintes à l'occasion du Jubilé vise à permettre aux personnes ne pouvant pas se rendre à Rome d'effectuer le Pèlerinage Jubilaire et de recevoir ainsi l'Indulgence Plénière si elles remplissent les autres conditions.
Le 18 décembre 2015, le pape ouvre une nouvelle Porte Sainte dans un centre d'hébergements pour sans-abris à quelques pas de la Gare de Termini à Rome.

### Janvier 2016
Le 1er janvier 2016, à l'occasion de la célébration de la Solennité de « Marie, mère de Dieu » et de la Journée mondiale de la paix, le Pape François ouvre la Porte sainte de la basilique Sainte-Marie-Majeure. 
Du 19 au 21 janvier, à l'occasion du jubilé des opérateurs des sanctuaires, ceux au service des sanctuaires comme les curés, les recteurs, les laïcs et les bénévoles sont invités à se rendre à Rome pour une rencontre internationale. 
Le 16 janvier 2016, le pape François rend visite à trente personnes âgées hébergées à la maison de retraite Bruno Buozzi de Rome puis aux personnes en état végétatif de la Casa Iride.
Le 25 janvier 2016, jour de la célébration de la Conversion de saint Paul, la Porte Sainte de la basilique Saint-Paul-hors-les-Murs, la quatrième des basiliques majeures de Rome, est ouverte par le Pape François.

### Février 2016
Le 2 février 2016, date de la présentation de Jésus au Temple et Journée Mondiale de la vie consacrée, l'année de la vie consacrée décrétée par le Pape le 30 novembre 2014 s'achève par la messe célébrée dans la Basilique Saint-Pierre de Rome devant des milliers de religieux et religieuses consacrées. 
Le 5 février 2016, les dépouilles de Padre Pio arrivent en procession à la Basilique Saint-Pierre de Rome avec celles de Saint Léopold Mandic. La vénération de ces reliques proposées à l'occasion du Jubilé aux fidèles s'inscrit pleinement dans l'espérance de la Miséricorde. Les deux saints, tous deux très populaires en Italie, sont reconnus comme des icônes de la Miséricorde Divine. Leur présence à Rome à l'occasion du Jubilé s'accorde également avec la religiosité populaire chère au Pape François.    
Le 10 février 2016, lors de l'entrée en Carême, les missionnaires de la Miséricorde sont envoyés en mission depuis la basilique Saint-Pierre de Rome par le pape François. À l'occasion de la célébration du mercredi des Cendres, 1051 missionnaires venus du monde entier, de rite latin ou oriental, ont été envoyés dans le monde pour être des apôtres de la Miséricorde. Choisis pour « être des témoins privilégiés dans leur Église locale du caractère extraordinaire de l’événement jubilaire », ils peuvent à ce titre absoudre les péchés traditionnellement réservés au Saint-Siège comme la profanation des espèces consacrées, la consécration épiscopale sans mandat pontifical, la violation directe du secret de la confession ou encore la violence contre la personne du Pape.
Le 22 février 2016, à l'occasion de la fête de la chaire de Saint Pierre, le Pape François a célébré dans la Basilique Saint-Pierre une messe devant les membres de la Curie romaine. Il a incité les 5 000 personnes présentes à « être de véritables collaborateurs de Dieu ».

### Mars 2016
Les 4 et 5 mars, le Pape François propose aux catholiques du monde entier de vivre « 24 heures pour le Seigneur » en les appelant à prier et à se confesser. De nombreuses Églises dans le monde restent ouvertes pendant ces 24 heures. L'événement est lancé avec la célébration pénitentielle du pape François dans la basilique Saint-Pierre.

### Avril 2016
Du 30 mars au 4 avril 2016 a lieu le Congrès apostolique européen de la Miséricorde organisé par la Word Apostolic Congress of Mercy, présidée par le Cardinal Christoph Schönborn, Archevêque de Vienne. 
Du 1er au 3 avril 2016 se déroule le Jubilé des adhérents à la spiritualité de la Divine Miséricorde qui se termine par le Dimanche de la divine Miséricorde.
Le Jubilé des adolescents se déroule à Rome le week-end du 23-24 avril. À cette occasion, 70 000 adolescents font le déplacement. Plus de 150 prêtres dont le Pape François leur proposent le sacrement de réconciliation tout au long de la journée.

### Mai 2016
Du 27 au 29 mai se déroule la célébration du jubilé des diacres. Les diacres et leurs familles du monde entier partent en pèlerinage à Rome afin de participer à une rencontre importante du Jubilé de la Miséricorde. Cette rencontre a été pensée afin de permettre aux participants de réfléchir au rôle important du diacre comme image de la miséricorde pour la promotion de la nouvelle évangélisation.

### Juin 2016
Du 1er au 3 juin 2016, à l’occasion de la Fête du Sacré-Cœur, a lieu le jubilé des prêtres sur trois jours. Le 12 juin 2016, à l'occasion du jubilé des malades et des personnes handicapées, plusieurs milliers de personnes se rendent à Rome. En juin 2016, le pape François reçoit à Rome les professionnels du cirque et du spectacle du monde entier. Il les appelle à cette occasion à être des « semeurs de beauté et de joie » pour « égayer un monde parfois sombre et triste ».

### Juillet 2016
Du 25 juillet au 1er août 2016 sont célébrées à Cracovie, en Pologne les Journées mondiales de la jeunesse 2016, avec comme thème la Miséricorde, sur les traces de sainte Faustine Kowalska et de saint Jean-Paul II, apôtres de la Miséricorde divine. Plus de deux millions de jeunes assistent à l'événement.

### Septembre 2016
Le 1er septembre 2016, à l'occasion de la deuxième Journée mondiale de prière pour la sauvegarde de la Création, et dans le cadre du Jubilé de la Miséricorde, le pape François appelle les fidèles chrétiens, citant l'encyclique Laudato si', « à une profonde conversion intérieure ». Il émet le souhait que le jubilé de la miséricorde soit pour les chrétiens l’occasion d’une conversion écologique « soutenue de façon particulière par le sacrement de la pénitence » et propose d'inclure la sauvegarde de la Création dans les Œuvres de miséricorde.
Du 15 au 17 septembre 2016, a lieu le jubilé des nonces apostoliques. Ces trois jours permettent aux représentants pontificaux à travers le monde de se retrouver pour des temps d'échanges, de travail et de ressourcement.

### Octobre 2016
Le 16 octobre, la porte principale de l'église Saint-Étienne de Saint-Étienne-du-Rouvray est proclamée porte sainte. Le 26 juillet précédent, le père Jacques Hamel y était égorgé durant la messe par deux islamistes.

### Novembre 2016
Le 20 novembre 2016 l'Année sainte est close par la fermeture de la Porte Sainte de la basilique Saint-Pierre de Rome, à l'occasion de la fête du Christ-Roi. Le lendemain, est publiée la lettre apostolique Misericordia et misera. La lettre porte sur un bilan par le pape de l'année jubilaire et la prise de décision notamment sur la volonté de poursuivre l'expérience des Missionnaires de la miséricorde, et la poursuite de certaines autres dispositions prises pendant le jubilé notamment sur le sacrement de pénitence,.

### Sources
- « Bulle d'indiction Misericordiæ Vultus en date du 11 avril 2015 », sur Vatican.va (consulté le 12 avril 2015)
- « Homélie du pape François lors de la messe et de l'ouverture de la Porte sainte le 8 décembre 2015 », sur Vatican.va (consulté le 15 janvier 2016)